# Liste der Biografien/Eiz
Liste der Biografien |
Portal Biografien |
Personensuche
# |
A |
B |
C |
D |
E |
F |
G |
H |
I |
J |
K |
L |
M |
N |
O |
P |
Q |
R |
S |
T |
U |
V |
W |
X |
Y |
Z |
?
 
Ea |
Eb |
Ec |
Ed |
Ee |
Ef |
Eg |
Eh |
Ei |
Ej |
Ek |
El |
Em |
En |
Eo |
Ep |
Eq |
Er |
Es |
Et |
Eu |
Ev |
Ew |
Ex |
Ey |
Ez
 
Eia |
Eib |
Eic |
Eid |
Eie |
Eif |
Eig |
Eih |
Eij |
Eik |
Eil |
Eim |
Ein |
Eip |
Eir |
Eis |
Eit |
Eiv |
Eix |
Eiy |
Eiz
Die Liste der Biografien führt alle Personen auf, die in der deutschsprachigen Wikipedia einen Artikel haben. Dieses ist eine Teilliste mit 8 Einträgen von Personen, deren Namen mit den Buchstaben „Eiz“ beginnt.

## Eiz

### Eiza
- Eizagirre, Nerea (* 2000), spanische Fußballspielerin
- Eizaguirre, Guillermo (1909–1986), spanischer Fußballspieler und -trainer
- Eizaguirre, Ignacio (1920–2013), spanischer Fußballtorhüter

### Eize
- Eizenberg, Julie (* 1964), australisch-amerikanische Architektin und Hochschullehrerin
- Eizenkot, Gadi (* 1960), israelischer Generalmajor und PolitikerGadi Eizenkot (* 1960)

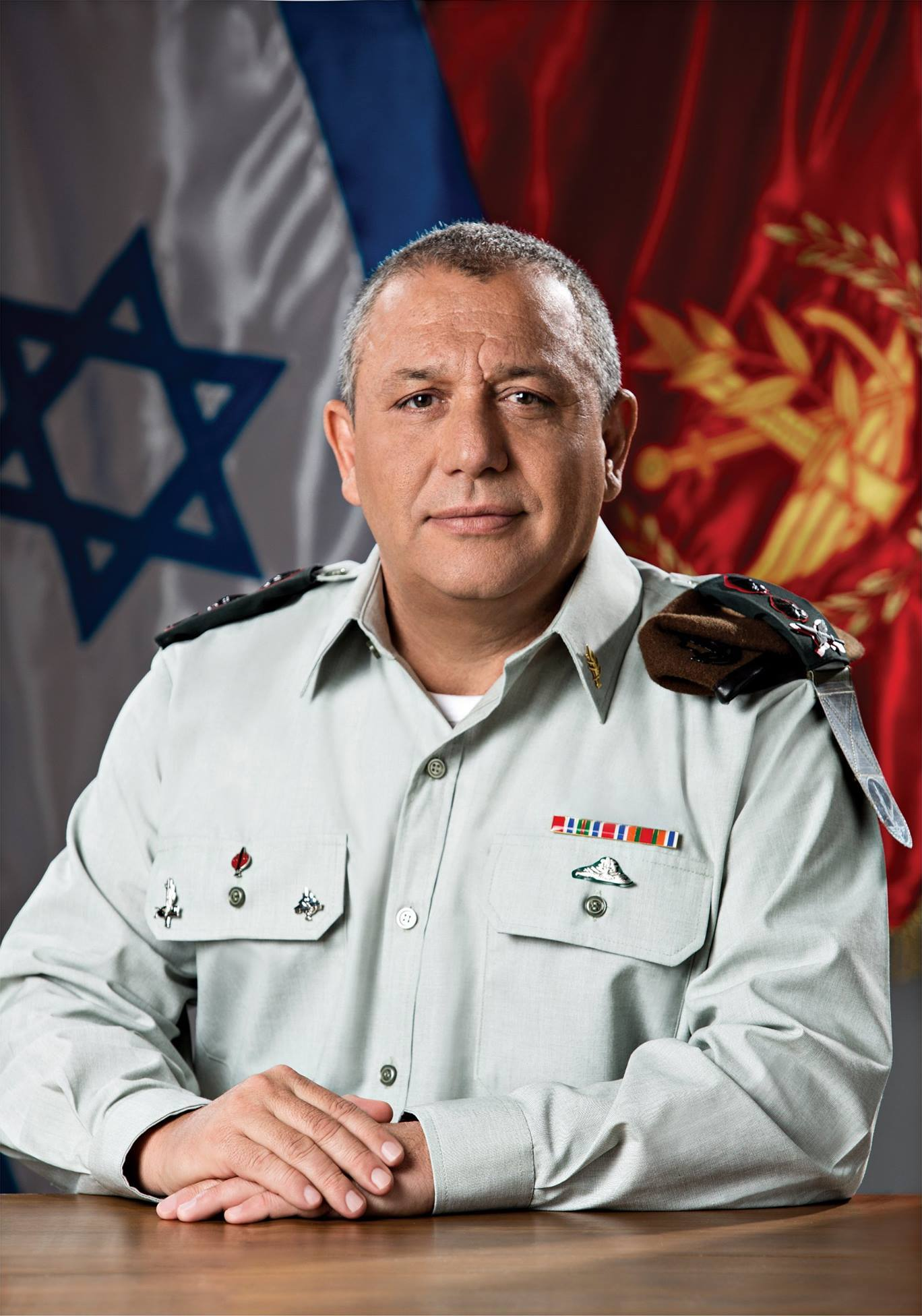
Gadi Eizenkot (* 1960)

- Eizenman, Alon (* 1979), israelisch-kanadischer Eishockeyspieler
- Eizenman, Oren (* 1985), israelisch-kanadischer Eishockeyspieler
- Eizenstat, Stuart E. (* 1943), US-amerikanischer Jurist und Politiker